# Hl. Dreifaltigkeit (Dreifaltigkeitsberg)

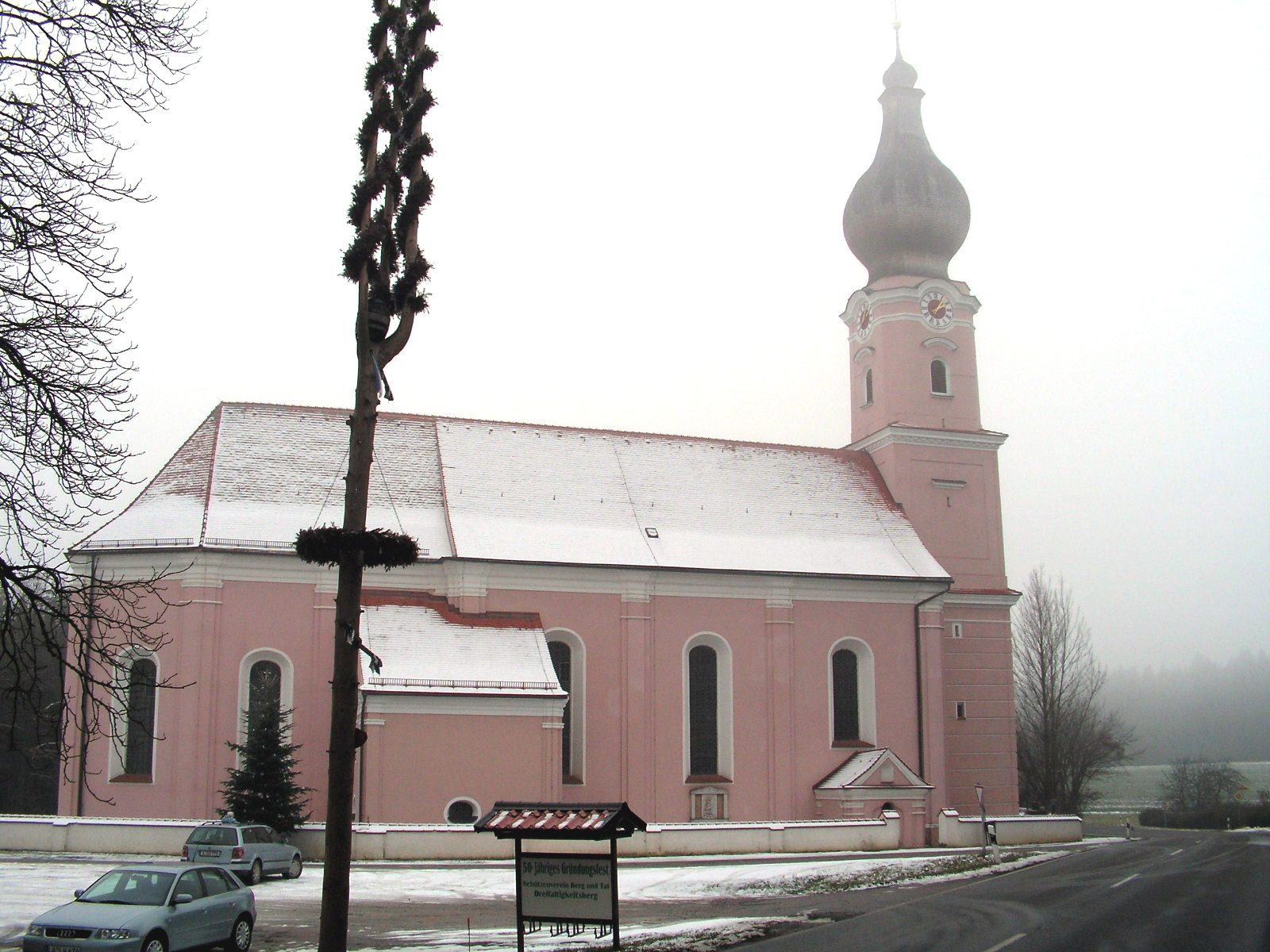
Hl. Dreifaltigkeit im Winter

Die römisch-katholische Wallfahrtskirche Hl. Dreifaltigkeit liegt im Weiler Dreifaltigkeitsberg in der Gemarkung Rimbach der Gemeinde Moosthenning im niederbayerischen Landkreis Dingolfing-Landau. Das Patroziniumsfest der Wallfahrtskirche wird am Dreifaltigkeitssonntag, dem ersten Sonntag nach Pfingsten, gefeiert. Dabei herrscht auf dem Platz zwischen der Kirche und der benachbarten Gaststätte zwei Tage lang Dultbetrieb (Samstag und Sonntag). Außerdem wird das Pfingstfest traditionell mit einem feierlichen Triduum begangen.

## Lage
Die Wallfahrtskirche befindet sich auf dem Dreifaltigkeitsberg (469 m ü. NN), der in der näheren Umgebung einen der höchsten Punkte bildet. Die Kirche befindet sich damit rund 100 Meter über dem nur rund 1,5 Kilometer entfernten Isartal. Sie ist an der Staatsstraße 2141 gelegen, die eine Verbindung von Landshut nach Straubing herstellt. Zum Dreifaltigkeitsberg sind es von Weng rund 2,5 Kilometer, von Mengkofen etwa 6,5 Kilometer.

## Geschichte
Zur Entstehung der Wallfahrt ist auf einer alten Inschrift überliefert: In dem Wald nächst Rimbach ware von mehrer Jahren her an einem Feuchten-Baum (Fichte) nur ein schlecht Papierenes HH. Dreyfaltigkeit-Bild; biß anstatt dessen Anno 1687 Herr Georg Stiller, Closter-Richter zu Nidern-Viebach (Kloster Niederviehbach) und Hof-Marchs-Verwalter (Hofmarksverwalter) von Hofdorf (weilen er im nacher Hauß-Reitten sich allda dreymal verirret und dreymal zu besagten Feuchten geführet worden) wegen gethanen Gelübd ein Taffel (so anjetzo das Gnaden-Bild ist) hat mahlen und aufhängen lassen.
Das angesprochene Gnadenbild gilt als Auslöser der Wallfahrt zu diesem Ort. 1689 wurde es durch einen Bretterverschlag eingefasst, bereits im Folgejahr entstand eine hölzerne Kapelle. Diese wurde nur ein oder zwei Jahre später durch ein gemauertes Kirchlein ersetzt. Durch die Opferbereitschaft der Bevölkerung wurde alsbald der Bau einer größeren Wallfahrtskirche möglich. Im Jahr 1693 wurde mit der Errichtung dieser bis heute bestehenden barocken Kirche begonnen, die Arbeiten zogen sich jedoch über mehrere Jahrzehnte hin. Als Erbauer gilt der Dingolfinger Stadtmaurermeister Georg Weigenthaler. Am 13. Juni 1714 wurde das Gotteshaus durch den Regensburger Weihbischof Albert Ernst von Wartenberg konsekriert. Zu diesem Zeitpunkt dürfte die Bauarbeiten größtenteils abgeschlossen gewesen sein. Der Turm wurde allerdings erst 1739 fertiggestellt und musste nach der Zerstörung infolge eines schweren Unwetters im Jahr 1770 durch den Landshuter Hofmaurermeister Felix Hirschstötter wieder aufgebaut werden.
Kurz nach dem hundertjährigen Bestehen der Wallfahrtskirche, das im Jahr 1816 gefeiert wurde, gründeten drei Männer aus Weng und Oberköllnbach eine bis heute bestehende Messbund-Bruderschaft. Diese wurde 1824 oberhirtlich genehmigt und päpstlich begnadet. An jedem letzten Sonntag des Monats findet seither auf dem Dreifaltigkeitsberg ein Gottesdienst für den Messbund statt. Etwa um die gleiche Zeit stiftete der Benefiziat Wiesbeck von Marklkofen, ein gebürtiger Rimbacher, ein eucharistisches Triduum zum Pfingstfest, das ebenfalls bis heute gefeiert wird. Nachdem zuvor bereits ein Kooperator der Pfarrei Hofdorf die Wallfahrer seelsorgerlich betreute, bestand ab der Erhebung zur Expositur 1877 bis zum Jahr 1964 eine eigene Seelsorgestelle auf dem Dreifaltigkeitsberg. Seitdem wird die Kirche von Dornwang bzw. Ottering aus betreut. Die Expositurkirche Dreifaltigkeitsberg gehörte mit den Filialkirchen St. Nikolaus in Rimbach und St. Wolfgang in Ottering bis 2001 kirchenrechtlich zur Pfarrei Hofdorf. Im Jahr 2001 wurde die Expositur allerdings in die Pfarrei Ottering eingegliedert – jedoch ohne Ottending, das in der Pfarrei Hofdorf verblieb.

## Architektur

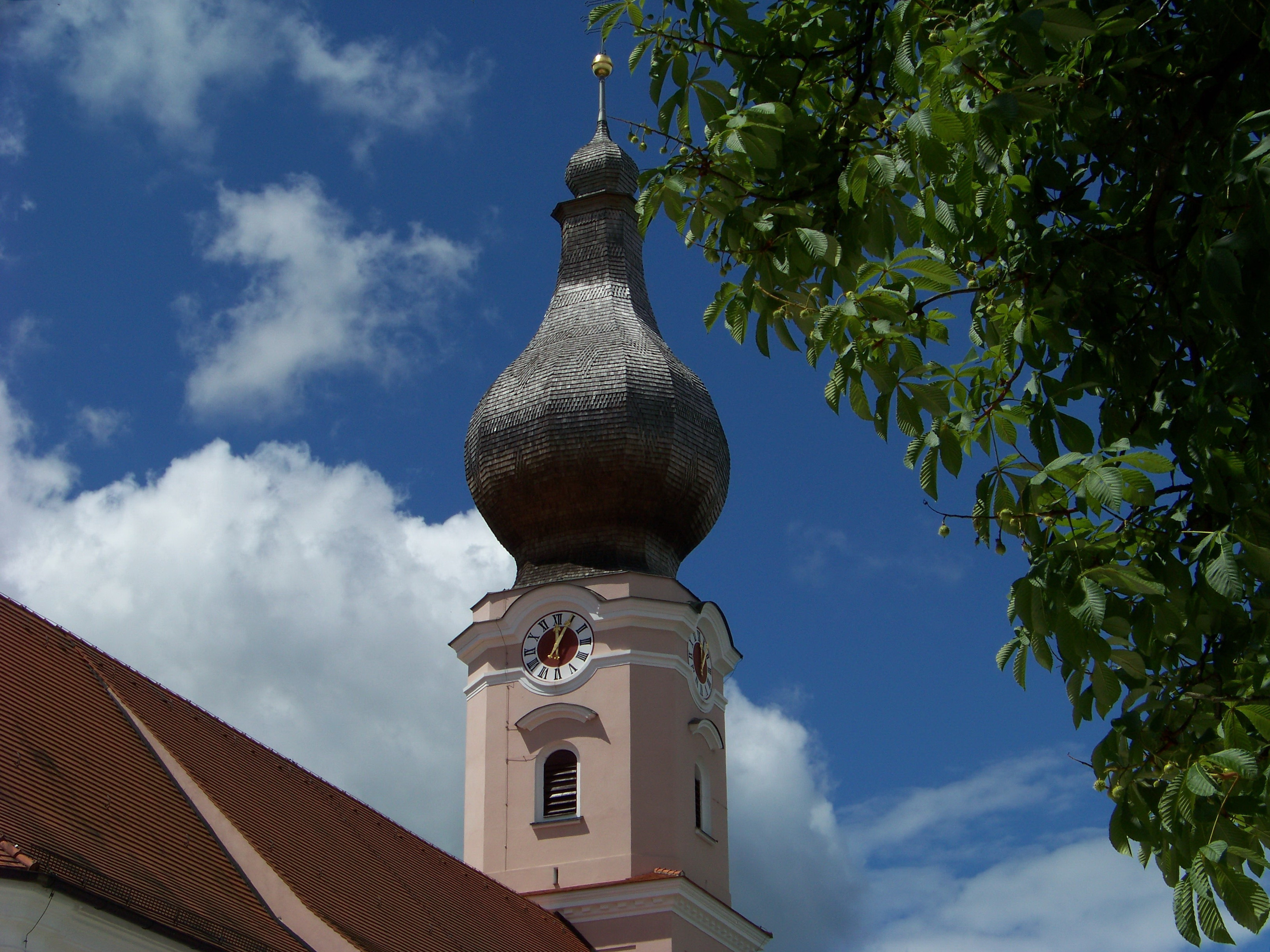
Turm mit Zwiebelhaube

Bei der Wallfahrtskirche handelt es sich um eine geräumige dreijochige Saalkirche, die einen leicht eingezogenen, zweijochigen Ostchor mit dreiseitigem Schluss besitzt. Auffällig ist das mit 1,38 Meter sehr starke Mauerwerk der Kirche. Auf deren Westseite ist ein stattlicher, dreigeschossiger Zwiebelturm über einem quadratischen Grundriss angebaut. Durch das untere Turmgeschoss, das früher auch als Läuthaus diente, erfolgt der Zugang ins Kircheninnere. Auf der Nordseite ist im hinteren Bereich der Kirche eine kleine Kapelle angebaut, die eine Figur des gegeißelten Heilands enthält. Innen wie außen erfolgt die Jochgliederung durch flache Pilaster. Im Innenraum entspringen aus diesen die Gurtbögen der Stichkappentonne, die den Kirchenraum überspannt. Die Kirche ist sparsam stuckiert und bis auf wenige Farbelemente nicht ausgemalt. Bei Renovierungsarbeiten konnten jedoch Reste von Kirchenmalerarbeiten nachgewiesen werden. Diese stammen wahrscheinlich von dem Kirchenmaler Kainz aus Pfaffenberg, der das Gotteshaus 1894 im neobarocken Stil mit Motiven aus der Lauretanischen Litanei ausmalte. Diese wurden allerdings im 20. Jahrhundert wieder entfernt.

### Maße
- Langhaus innen (Länge × Breite): 20,00 × 11,00 Meter
- Chorraum innen (Länge × Breite): 13,60 × 9,70 Meter
- Gesamtlänge innen: 41,90 Meter (inkl. 7,25 Meter Vorraum im Turmerdgeschoss)

## Ausstattung

### Altäre
Die nach Osten ausgerichtete Saalkirche verfügt über drei jeweils viersäulige Altäre aus der Entstehungszeit der Kirche, die mit reichem Akanthusschnitzwerk verziert sind. Der Hochaltar entstand vermutlich im Jahr 1698, wie auch das von Felix Finkenzeller aus Landshut gemalte Altarblatt. Dieses zeigt die Krönung Mariens durch die Heilige Dreifaltigkeit. Im unteren Teil des Bildes ist ein Pilgerzug von der Stadt Dingolfing auf den Dreifaltigkeitsberg dargestellt. Das Altarblatt wird von lebensgroßen Figuren des Mose und des heiligen Paulus flankiert. Oberhalb des von Engelsfiguren eingerahmten Tabernakels im Stile des frühen Rokoko ist das Gnadenbild von 1687 angebracht. Trotz seiner geringen Abmessungen sticht es durch den umgebenden Strahlenkranz mit Gewölk stark hervor. Auch darauf ist die Krönung Mariens durch die Heilige Dreifaltigkeit zu sehen. Den oberen Abschluss bildet ein Jesusmonogramm IHS, von dem ein Strahlenkranz ausgeht. Dieses wird von Putten sowie Figuren der Heiligen Joachim (links) und Anna (rechts) flankiert.
Die beiden gleich aufgebauten Seitenaltäre zu beiden Seiten des Chorbogens kamen 1720 in die Wallfahrtskirche. Sie wurden von dem Maler Johann Georg Heigl und dem Schreiner Franz Perger, beide aus Dingolfing, geschaffen. Oberhalb eines von zwei Säulenpaaren flankierten Altarblattes befindet sich jeweils ein von Akanthusschnitzwerk gerahmtes Auszugsbild. Der nördliche (linke) Seitenaltar zeigt im Hauptbild des Diözesanpatron Wolfgang und im Auszug den heiligen Josef mit dem Jesuskind. Der südliche (rechte) Seitenaltar besitzt ein Hauptbild mit einer Darstellung des heiligen Johannes Nepomuk und ein Auszugsbild des heiligen Dominikus als Förderer des Rosenkranzgebetes.

### Übrige Ausstattung
Aus der Mitte des 18. Jahrhunderts sind dagegen das Gestühl mit Akanthuswangen und die auf der Nordseite angebrachte Rokoko-Kanzel, die von einer Figur des „Guten Hirten“ auf dem Schalldeckel bekrönt wird. Letztere stammt ursprünglich aus der Kirche St. Leonhard in Hagenau (Pfarrei Hofdorf) und wurde dort im Zuge einer neugotischen Umgestaltung nicht mehr benötigt. Ebenfalls der Stilrichtung des Rokoko zuzuordnen ist die gegenüber an der Südwand angebrachte Kreuzigungsgruppe. Dabei handelt es sich um ein Kruzifix mit überlebensgroßem Korpus und eine Mater-Dolorosa-Darstellung. Bemerkenswert sind außerdem das kunstvolle Türschloss des Dingolfinger Schlossers Johann Penz am südlichen Sakristeieingang aus dem Jahr 1711 und die zahlreichen Votivbilder – darunter ein Bild aus dem 1714 an der südlichen Seitenwand, auf dem zehn schottische Kleriker zu sehen sind. Dies ist dadurch zu erklären, dass die Pfarrei Hofdorf früher dem Schottenkloster in Regensburg inkorporiert war. Auch von den umliegenden Pfarreien, die regelmäßig Bittgänge, Prozessionen und Wallfahrten auf den Dreifaltigkeitsberg unternehmen, sind in der Kirche einige Erinnerungstafeln zu sehen. Zum 300-jährigen Bestehen der Wallfahrtskirche im Jahr 2014 wurde ein moderner Taufstein aus Donaukalk und Bronze aufgestellt, der von der Dingolfinger Bildhauerin Jutta Wimmer gestaltet wurde.

### Orgel
Auf der Orgelempore im rückwärtigen Bereich des Langhauses befindet sich ein kunstvoll gestalteter, dreiteiliger Prospekt, der stilistisch am Übergang vom Rokoko zum Klassizismus steht. Dieser soll ursprünglich aus Ponholz in der Oberpfalz stammen. Darin wurde 1924 von Michael Weise aus Plattling ein Orgelwerk mit insgesamt zehn Registern auf zwei Manualen und Pedal in folgender Disposition eingebaut:
| I Manual |                  |       |
| 1.       | Principal        | 8′    |
| 2.       | Flûte harmonique | 8′    |
| 3.       | Gamba            | 8′    |
| 4.       | Octav            | 4′    |
| 5.       | Mixtur           | 2 ⁄3′ |

| II Manual |                  |    |
| 6.        | Salicional       | 8′ |
| 7.        | Vox coelestis    | 8′ |
| 8.        | Lieblich Gedeckt | 8′ |

| Pedal |        |     |
| 9.    | Subbaß | 16′ |
| 10.   | Violon | 8'  |

- Koppeln: II/I, II/P, I/P, Super II/I, Sub II/I

Dieses Orgelwerk ist heute nicht mehr erhalten. Stattdessen befindet sich in dem historischen Prospekt eine elektronische Orgel. Hinter den nicht mehr bespielten Prospektpfeifen befinden sich vier große Lautsprecherboxen, die den Kirchenraum angemessen beschallen. Der Spieltisch der Ahlborn-Orgel befindet sich seitlich neben dem historischen Gehäuse. Im Chorraum dient seit 2008 eine weitere elektronische Orgel der Firma Ahlborn.

## Bildergalerie

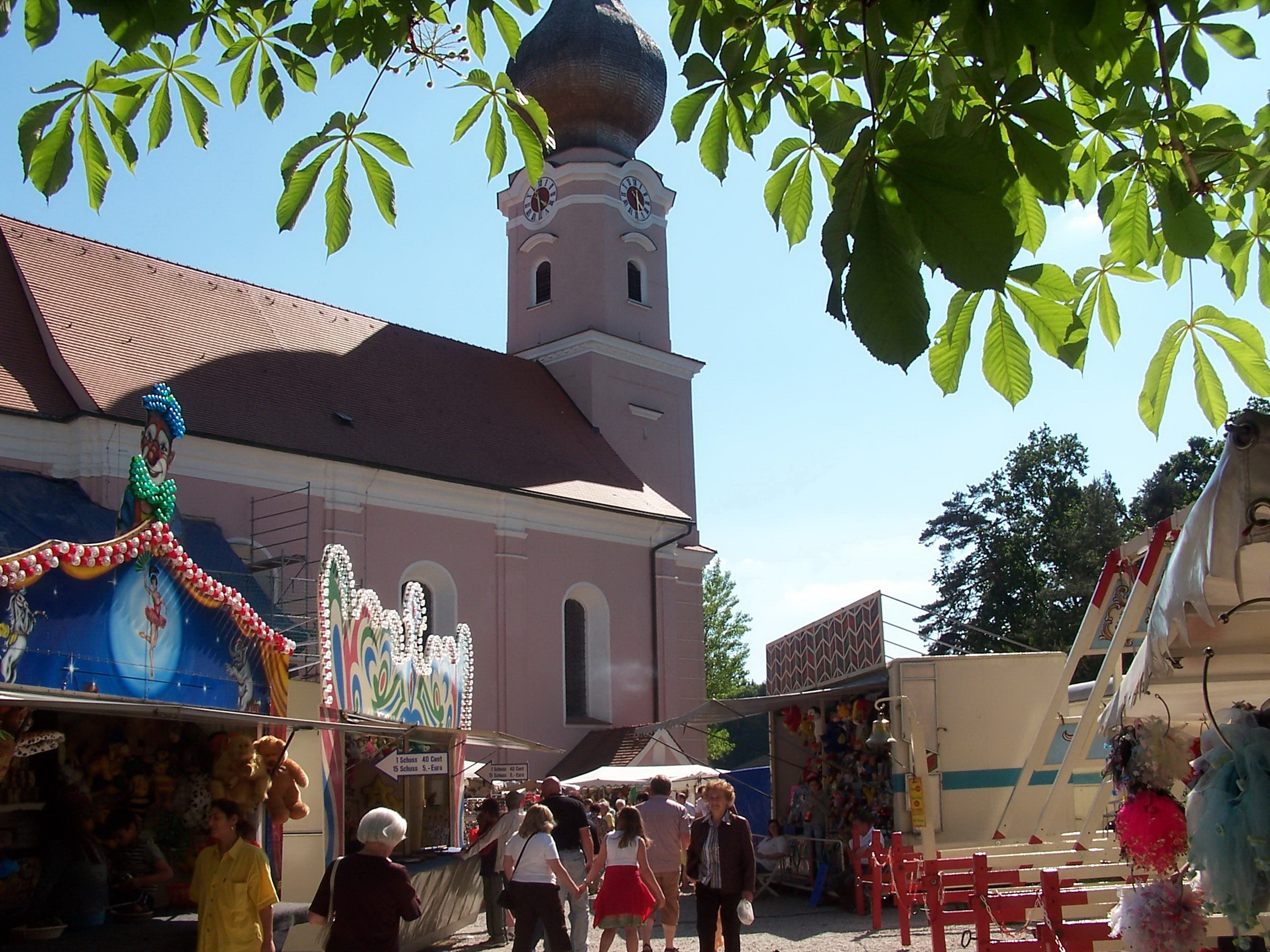
Dultbetrieb am 11. Juni 2006
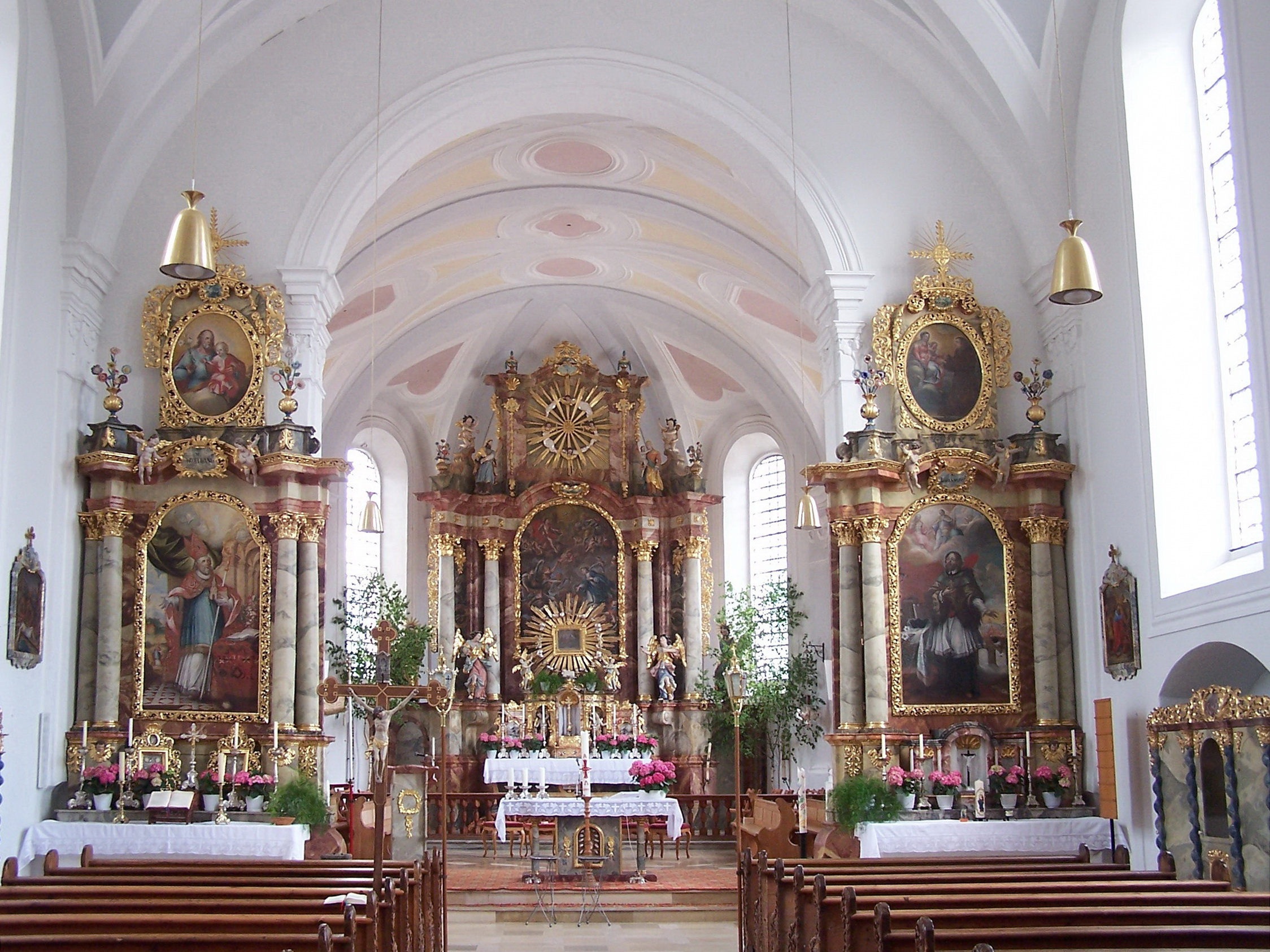
Innenraum der Wallfahrtskirche
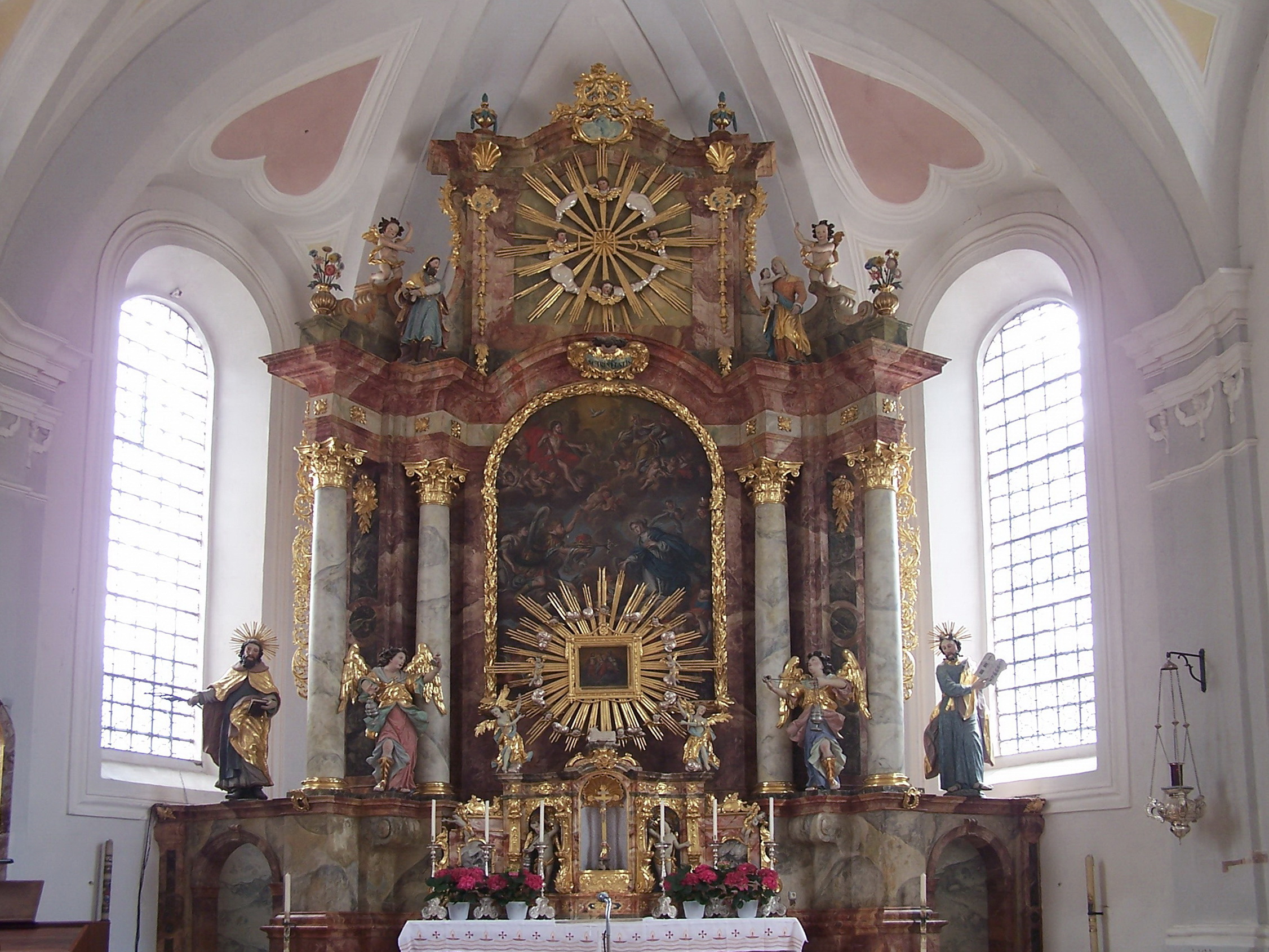
Altarraum
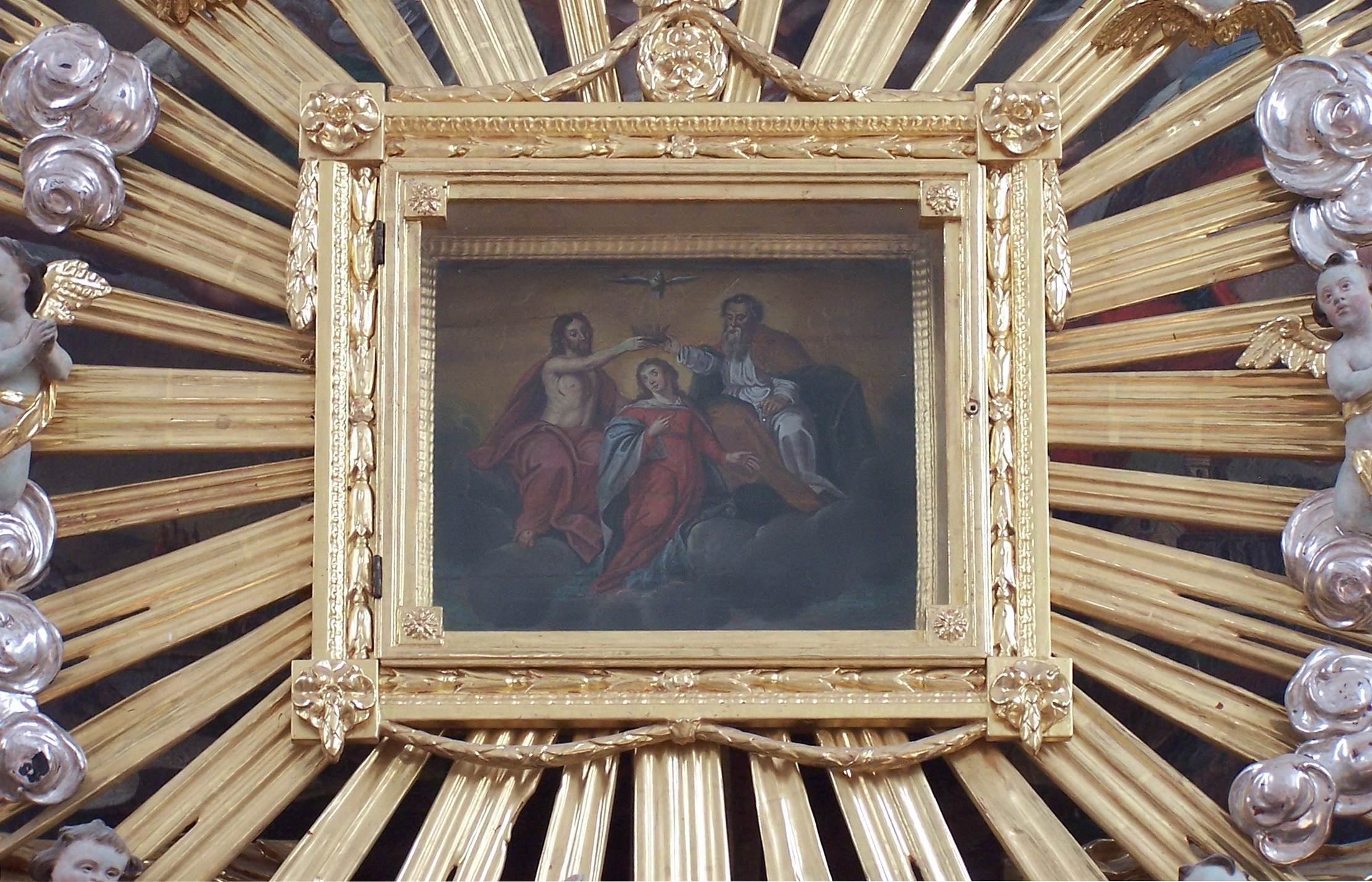
Gnadenbild der Heiligsten Dreifaltigkeit
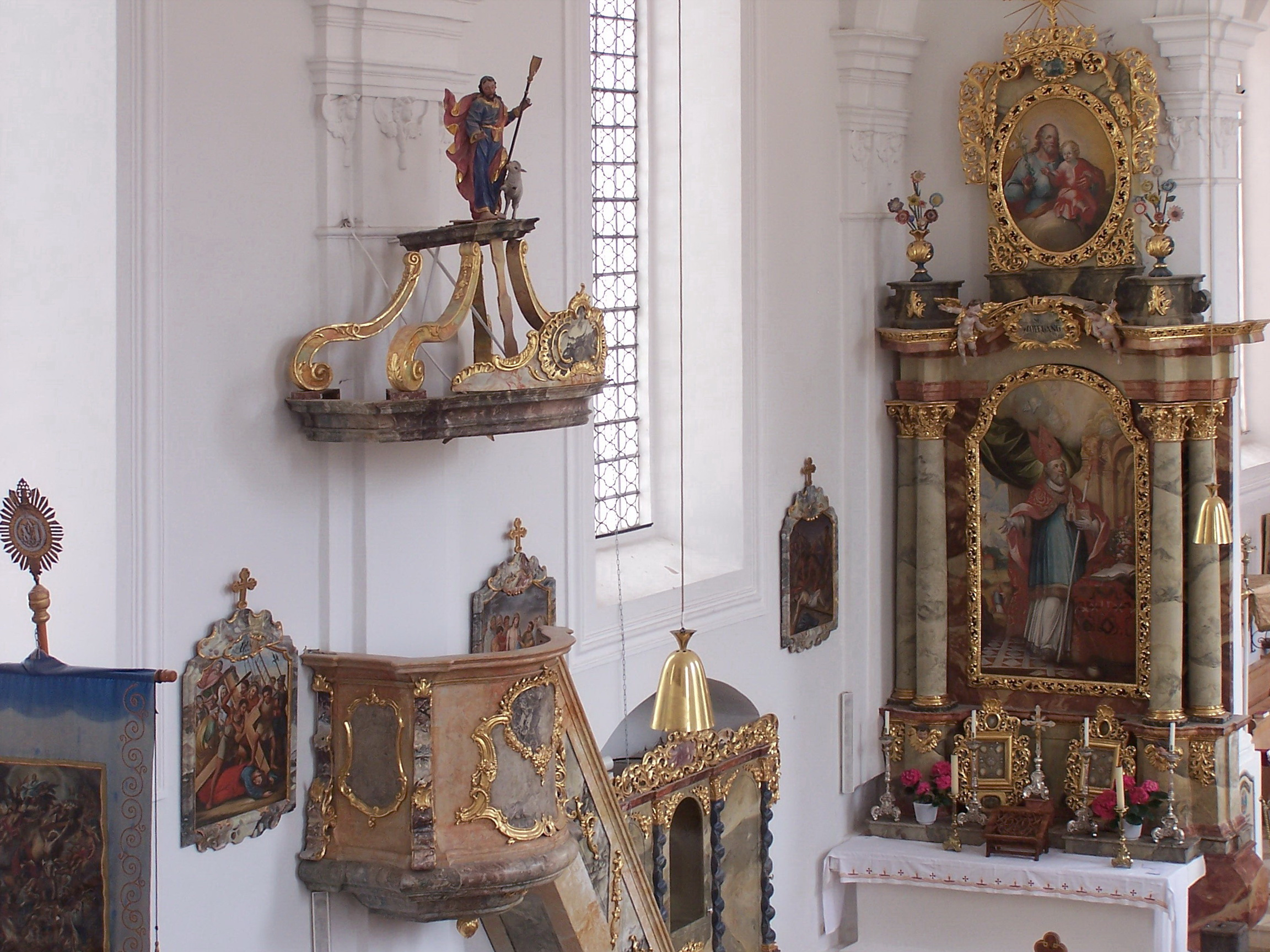
Rokoko-Kanzel und linker Seitenaltar
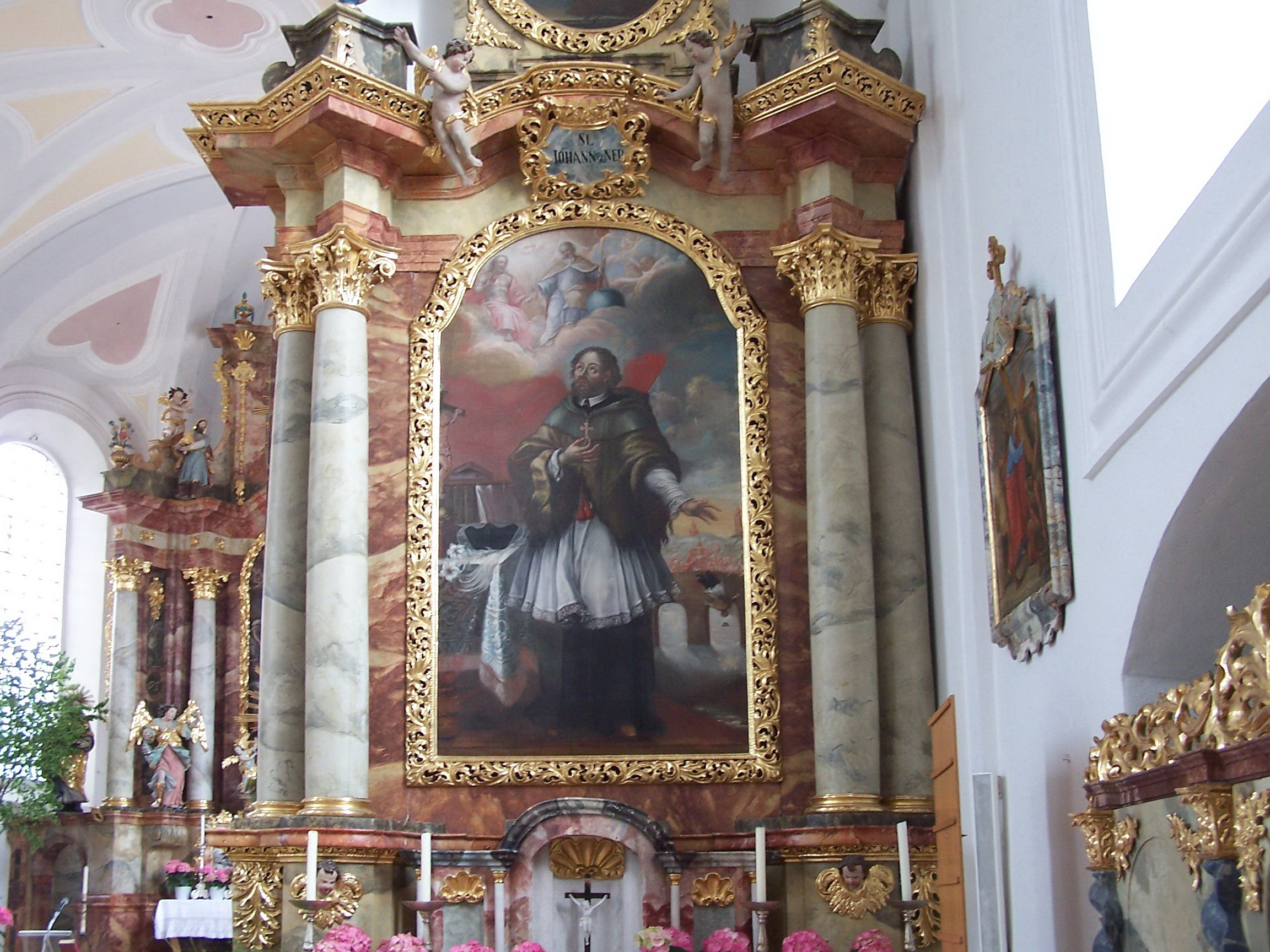
Rechter Seitenaltar
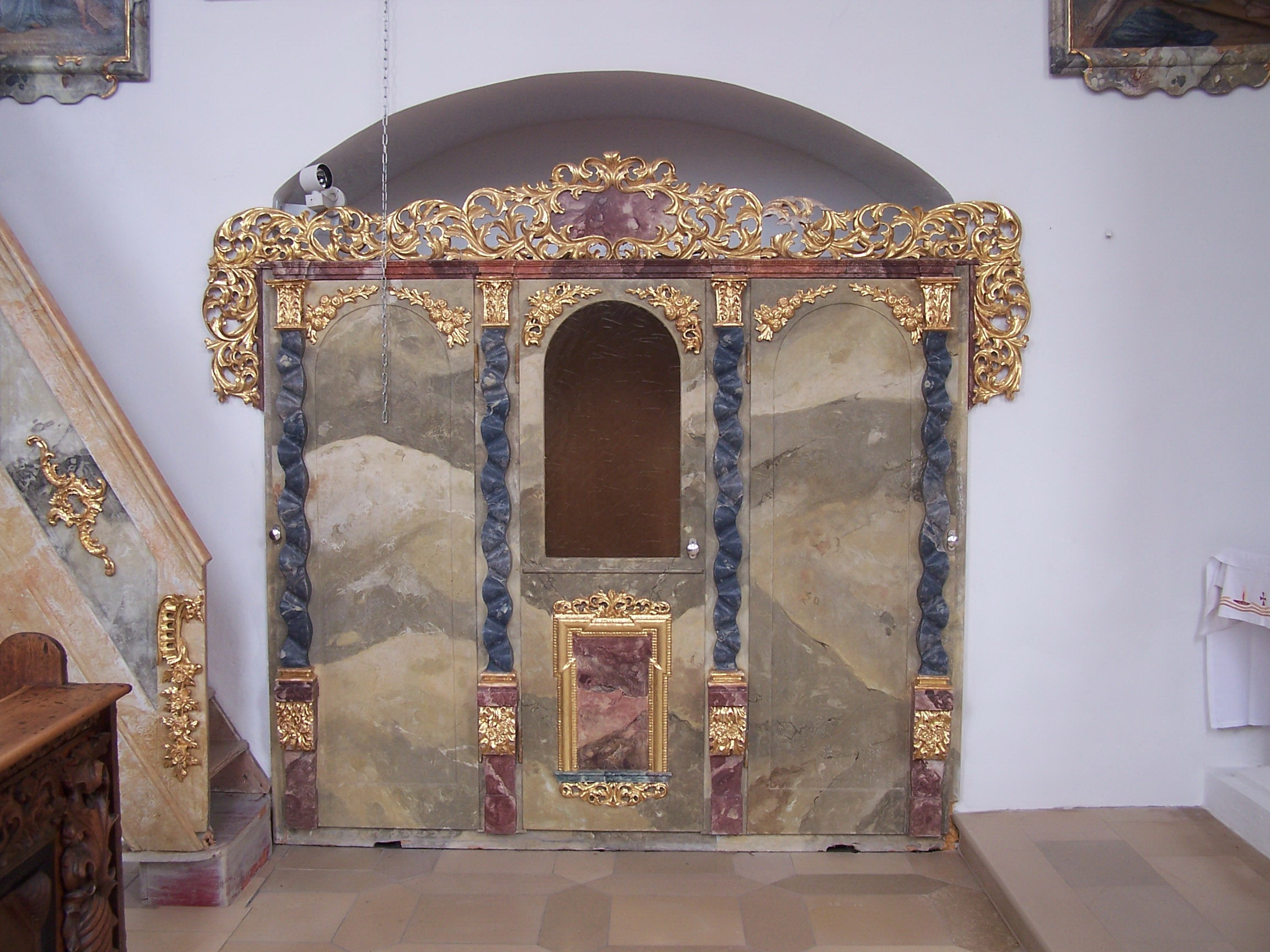
Barocker Beichtstuhl
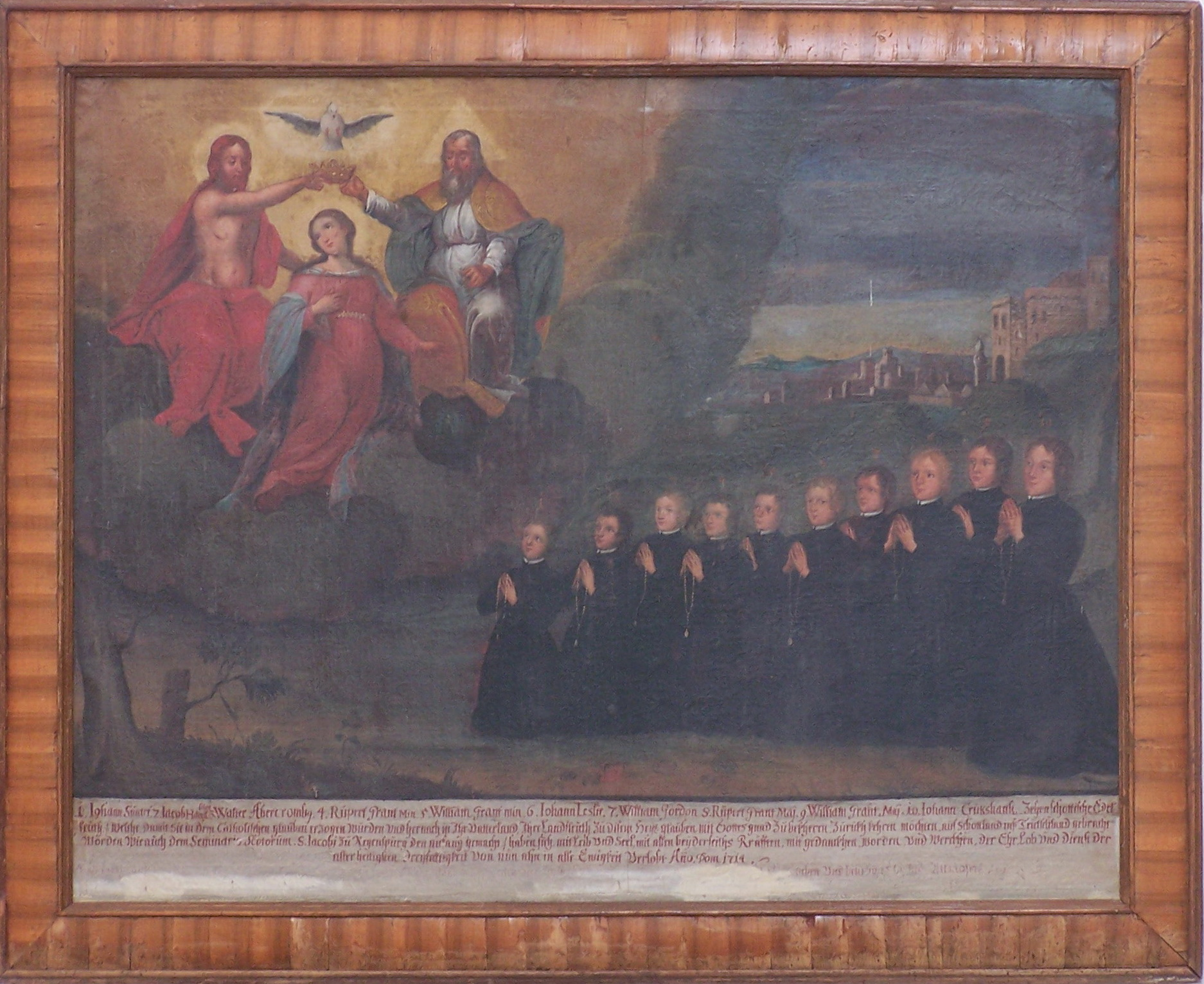
Erinnerungsbild der zehn schottischen Kleriker
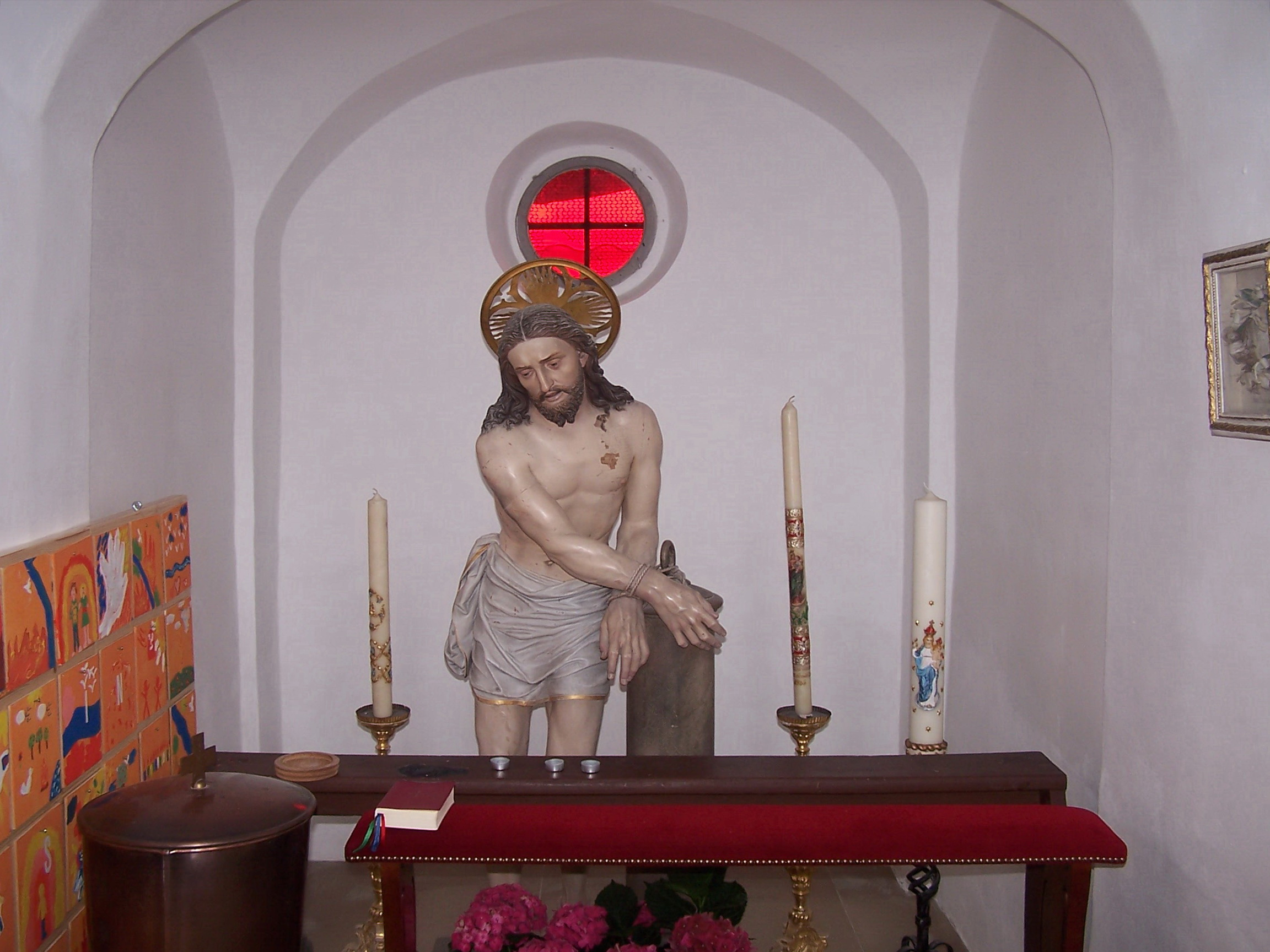
Heiland an der Geißelsäule
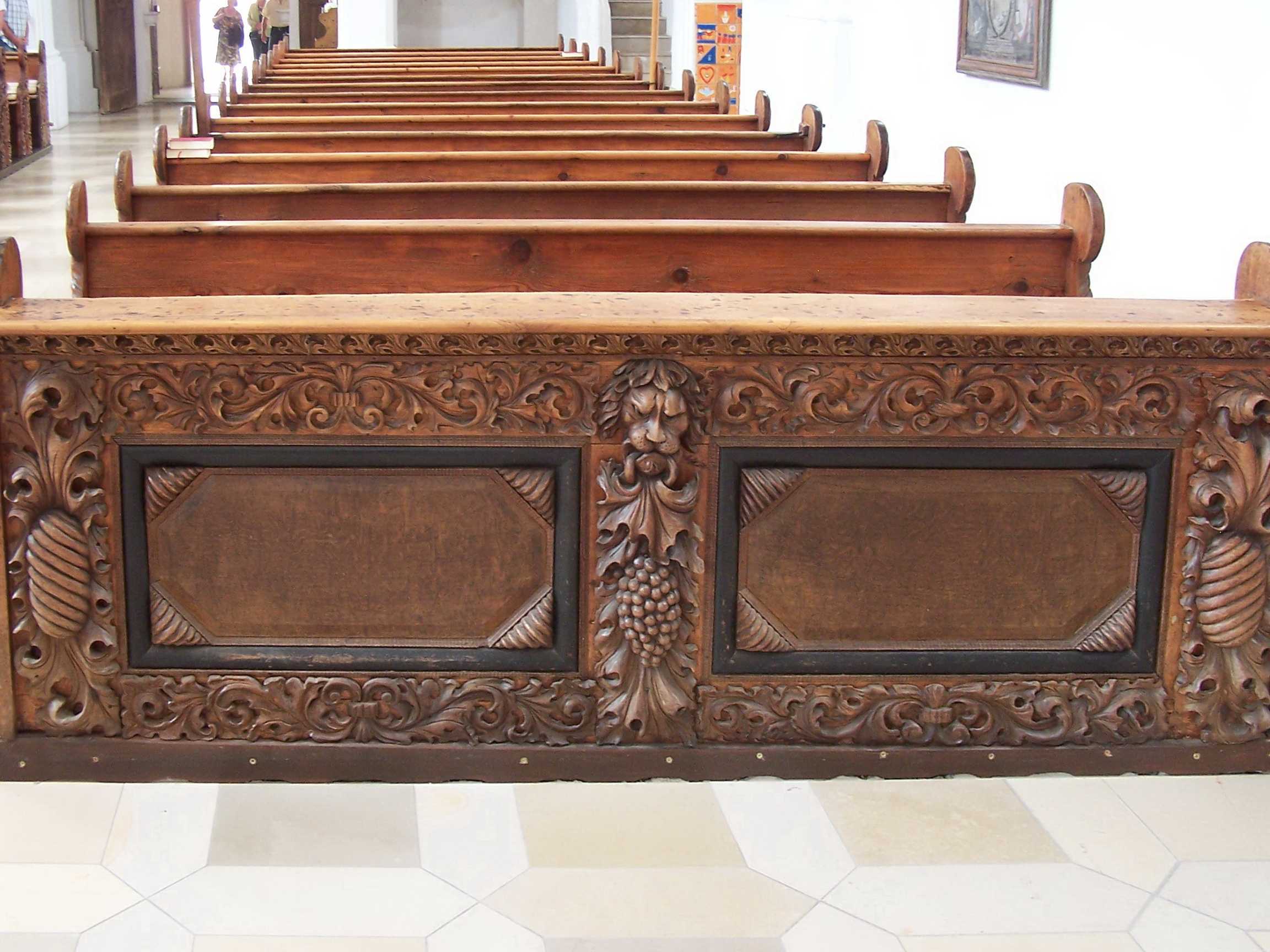
Kirchengestühl
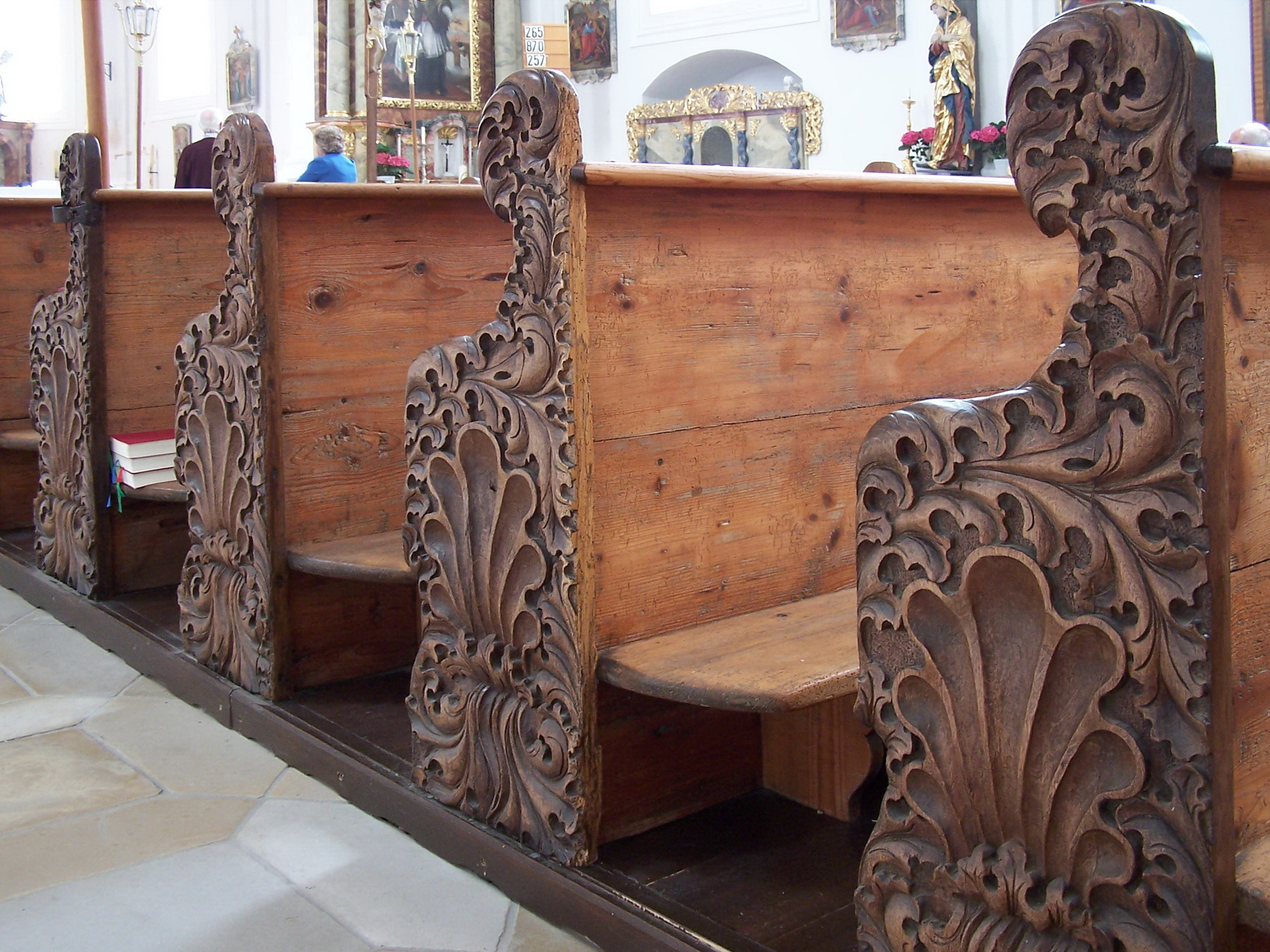
Kunstvolle barocke Stuhlwangen
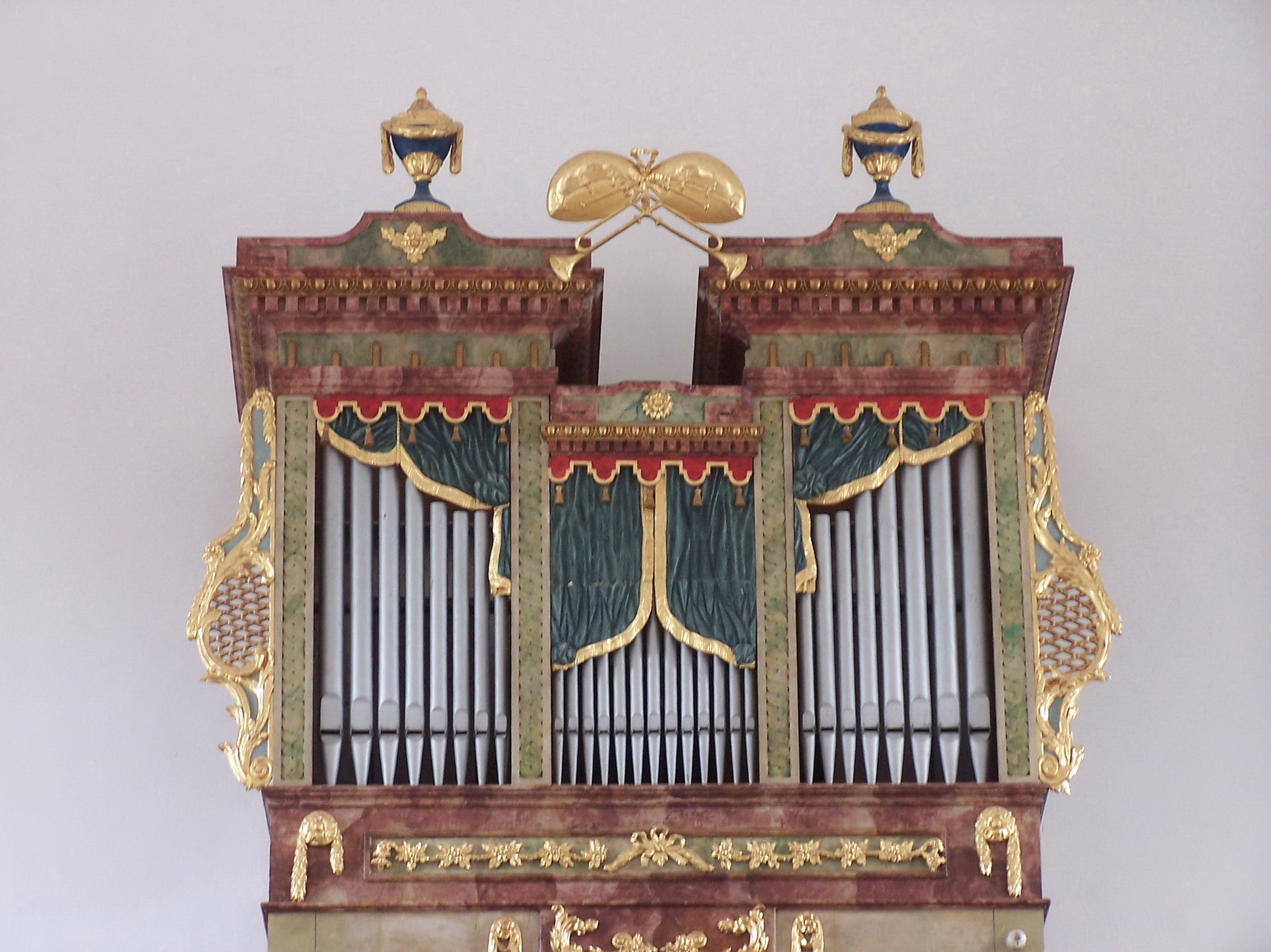
Barockes Orgelgehäuse
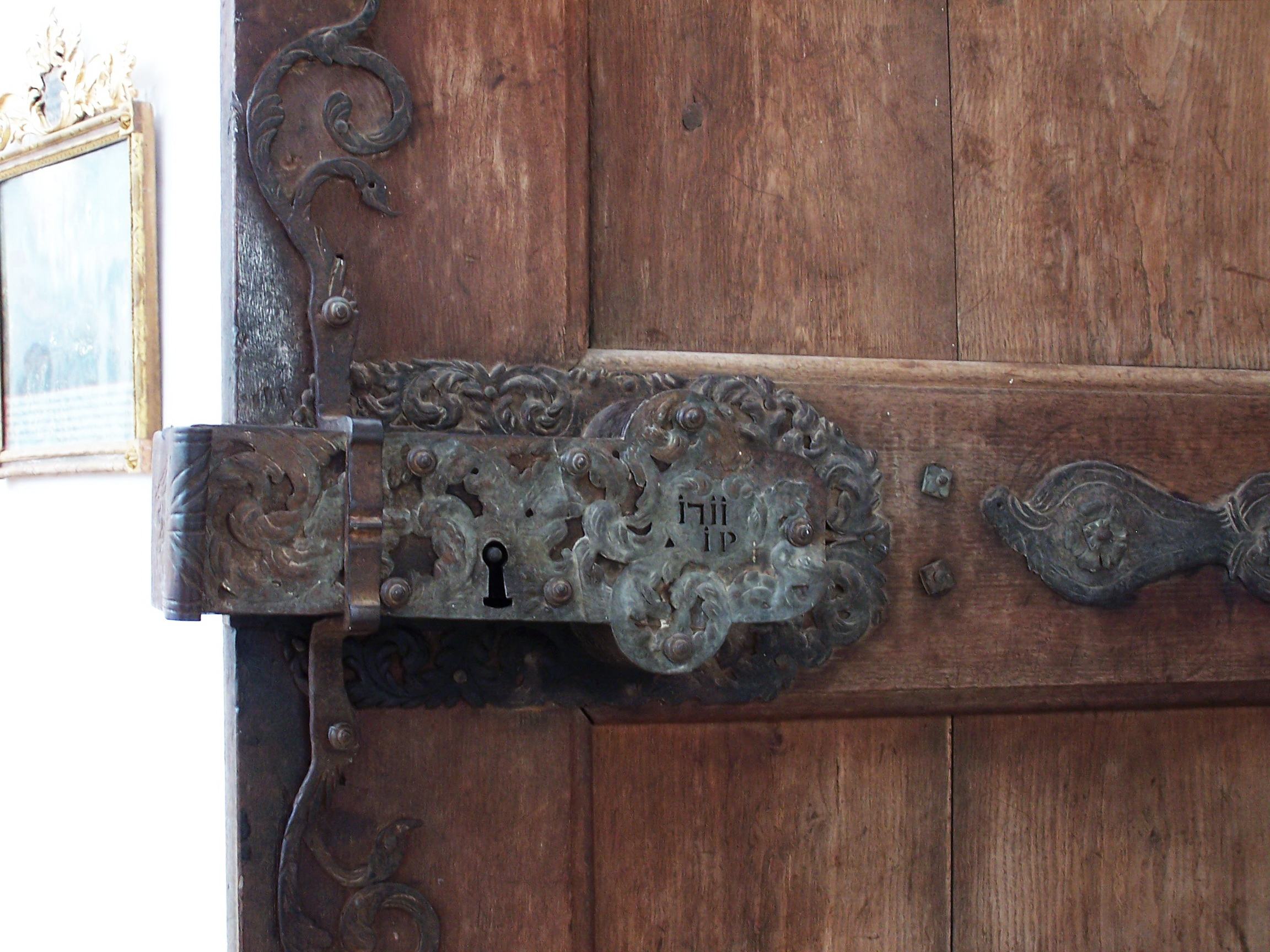
Türschloss aus dem Jahr 1711